# KSG SpVgg/Südwest Dresden
Die KSG SpVgg/Südwest Dresden war eine Kriegsspielgemeinschaft im deutschen Reich, welche aus der Dresdner SpVgg 05 und dem SV Südwest Dresden bestand.

## Geschichte

### Dresdner SpVgg 05
Der Verein wurde im Jahr 1905 als Löbtauer Viktoria gegründet, um den ihn von Viktoria Dresden zu unterscheiden. Bereits 1908 wurde der Name dann aber in Dresdner SpVgg 05 geändert. Mindestens ab der Saison 1920/21 spielte die Mannschaft im Spielbetrieb der Mitteldeutschen Meisterschaft des VMBV. Bedingt durch 10:18 Punkten und dem achten und damit letzten Platz der Gruppe, musste die Mannschaft in einem Relegationsspiel gegen die Sportbrüder Dresden antreten. Dieses endete nach dem dritten Entscheidungsspiel mit einem 4:0-Sieg für die SpVgg. Daraufhin legten die Sportbrüder allerdings erfolgreich Protest ein. Das Wiederholungsspiel konnte dann erneut, diesmal jedoch mit 2:0, gewonnen werden.
Nach der nächsten Saison landete die Mannschaft erneut auf dem letzten Platz. Dieses Mal ging es im Relegationsspiel gegen den Radebeuler BC 08, welches dann mit 3:2 gewonnen werden konnte. Gegen legte Radebeul dann jedoch Protest ein; dass Wiederholungsspiel konnte dann mit 2:0 gewonnen werden. In den darauf folgenden Saison belegte man nicht mehr die letzte Position auf der Tabelle. Nach der Saison 1925/26 gelang dann mit dem zweiten Platz am Ende der Saison sogar die Qualifizierung für die Runde der Zweiten. Nach einem 0:11-Sieg über den SV Budissa Bautzen, endete diese Qualifikationsrunde dann allerdings mit einer 4:5-Niederlage gegen den FC Preussen Chemnitz. Nach der Saison 1932/33 wurde der Verein dann in das Fußballgau Sachsen integriert, für die Gauliga Sachsen konnte er sich in den kommenden Saison jedoch nicht qualifizieren, spielte jedoch mehrere Jahre in der zweitklassigen Fußball-Bezirksklasse Dresden-Bautzen (ab 1940: 1. Klasse Dresden).

### SV Südwest Dresden
Nach der Saison 1922/23 stieg der Verein in die 2. Klasse des Gau Ostsachsen auf. In der ersten Saison hier platzierte sich die Mannschaft mit 12:24 Punkten auf dem achten Platz. Irgendwann danach stieg die Mannschaft jedoch wieder ab. Als die Spielklasse zur Saison 1930/31 zweigleisig wurde, wurde der Verein in die Staffel A eingegliedert, nach dieser Spielzeit landete die Mannschaft 7:29 Punkten auf dem achten Platz. Am Ende der Saison 1931/32 platzierte sich der Verein mit 11:25 Punkten erneut auf dem achten Platz. Auch Südwest Dresden wurde nach Gleichschaltung und Gründung der Gauligen der zweitklassigen Fußball-Bezirksklasse Dresden-Bautzen (ab 1940: 1. Klasse Dresden) zugeordnet, in der der Verein bis zum Zusammenschluss zur KSG spielte.

### Kriegsspielgemeinschaft
Anfang 1943 erfolgte der Zusammenschluss der SpVgg Dresden und dem SV Südwest Dresden zur KSG SpVgg/Südwest Dresden. In der Spielzeit 1943/44 konnte die Spielgemeinschaft die Abteilung B der 1. Klasse Dresden gewinnen, unterlag im Finale um die Bezirksmeisterschaft jedoch den Sportfreunden Dresden 2:3 nach Addition beider Ergebnisse. Da die Gauliga zur kommenden Spielzeit jedoch umstrukturiert wurde, durfte die KSG ebenfalls in die Erstklassigkeit aufsteigen. Zur Saison 1944/45 wurde der Verein in die Staffel 1 innerhalb der Gruppe Dresden integriert. Aufgrund des fortschreitenden Zweiten Weltkriegs wurde der Spielbetrieb der KSG aber schon nach drei Spielen eingestellt. 
Nach dem Ende des Krieges wurde die Gemeinschaft wie auch die Vereine selber aufgelöst. Nachfolgeverein von Südwest Dresden war die BSG Pneumant Dresden, die seit 1994 unter dem Namen FV Dresden Süd-West spielt. Aus der SpVgg Dresden und weiteren Vereinen (unter anderem der Dresdner SG 1893) entstand nach 1945 die SG Löbtau, der heutigen SpVgg Dresden-Löbtau 1893.